# Jan Marszałkowicz
Jan Maksymilian Marszałkowicz herbu Zadora (ur. 5 czerwca 1867 w Kamienicy, zm. 11 kwietnia 1935 we Lwowie) – polski polityk, działacz społeczny, właściciel majątku Stronie, poseł do IX kadencji Sejmu Krajowego Galicji, obrońca Lwowa.

## Życiorys
Był synem Zygmunta i Wandy z Dunikowskich, wnukiem Maksymiliana. W latach 1893–1901 gospodarował w odziedziczonym po ojcu majątku w Stroniu. W regionie udzielał się w pracy społecznej, był inicjatorem założenia ponad 80 kółek rolniczych, 4 spółdzielczych kas oszczędnościowych. W 1901 podjął pracę w Towarzystwie Gospodarskim Lwowskim. W 1905 sprzedał Stronie kupując gospodarstwo w Rzęśnie Polskiej pod Lwowem, w którym została założona doświadczalna ferma bydła sprowadzonego z Holandii. Jako hodowca był autorem książek z zakresu hodowli bydła np. Wytyczne drogi dla polskiej produkcji rolniczej wyd. 1912, Indywidualne żywienie krów dojnych wyd. 1922 i licznych artykułów w fachowych czasopismach krajowych i zagranicznych. W latach 1911–1913 pracował jako konsultant Towarzystwa Rolniczego w Mińsku Litewskim, a w latach 1913–1914 na stanowisku dyrektora Związku Handlowego Kółek Rolniczych we Lwowie. Od 1915 do 1918 pełnił obowiązki delegata rolniczego i żywieniowego z ramienia starostwa we Lwowie. W 1908 został wybrany posłem do Sejmu Krajowego we Lwowie z IV kurii okręgu Limanowa. W czerwcu 1918 wstąpił do Polskiej Organizacji Wojskowej, Odznaczony Krzyżem Walecznych. W 1918 roku, walczył wraz z młodszym synem Adamem w obronie Lwowa za co otrzymał i Krzyż Obrony Lwowa z mieczami. W 1920 roku został mianowany podporucznikiem, W 1931 roku przyznany mu został Krzyż Niepodległości. Został pochowany na Cmentarzu Obrońców Lwowa.
Jego wnukiem był Jerzy Adam Marszałkowicz.